# Spray River (Bow River)
Der Spray River ist ein etwa 64 km langer rechter Nebenfluss des Bow River im Südwesten der kanadischen Provinz Alberta.

## Flusslauf
Der Spray River entspringt in den Kanadischen Rocky Mountains an der nordamerikanischen kontinentalen Wasserscheide. Das Quellgebiet befindet sich an der Nordostflanke des Mount King Albert (2972 m). Der Spray River fließt anfangs 18 km nach Norden und mündet in das westliche Ende des 19,9 km² großen und auf einer Höhe von 1700 m gelegenen Stausees Spray Lakes Reservoir. Der Stausee entstand 1950 nach Fertigstellung der Staudämme Canyon Dam am Spray River und Three Sister Dam an dessen Nebenfluss Goat Creek. Ein Großteil des Wassers wird nun vom Stausee einem Wasserkraftwerk (112 MW Leistung) nahe Canmore zugeführt, von wo es direkt in den Bow River fließt. Der Stausee liegt innerhalb des Spray Valley Provincial Parks. Der Spray River fließt unterhalb des Canyon Dam weiter in nördlicher Richtung, flankiert im Westen von der Sundance Range und im Osten von der Goat Range. 9 km oberhalb der Mündung trifft der Goat Creek von rechts auf den Spray River. Der Spray River mündet schließlich bei Banff in den Bow River. 

## Hydrologie
Das Einzugsgebiet des Spray River umfasst 751 km². Der mittlere Abfluss betrug zwischen 1911 und 1948 14,2 m³/s. Nach Fertigstellung des Spray Lakes Reservoir und dem angeschlossenen Wasserkraftwerk im Jahr 1951 reduzierte sich der jährliche mittlere Abfluss auf 3,2 m³/s.